# Кърстоарски манастир
Кърстоарският манастир „Свети Христофор“ (на македонска литературна норма: Крстоарски манастир „Свети Христофор“) е православен манастир в Република Македония, днес в на Преспанско-Пелагонийската епархия на Македонската православна църква – Охридска архиепископия.
Манастирът е разположен в падините на Баба, на 1 km югозападно над село Кърстоар (Кръстофор, Христофор) и на 6 km от Битоля. Католиконът е изграден в 1837 година, а обновен в 1926 година. В архитектурно отношение храмът е еднокорабна сграда с петстранна апсида на изток. Има три входа – два към наоса от север и от запад и малка вратичка от югоизток директно към олтара. На мраморна плоча над северния вход е изписана кратка история на църквата. Фреската на светеца покровител Христофор над западния вход е датирана в долната си част 1926 година. Валкото стенописи в апсидата и на свода също са от времето на обновяването – 1926 година. От третото десетилетие на XX век са и триредният иконостас, царските двери и двете високи врати на юг и север. От Възраждането са запазени единствено няколкото празнични икони.
- Съглашенски войници край манастира в 1917 г.